# Activision Blizzard

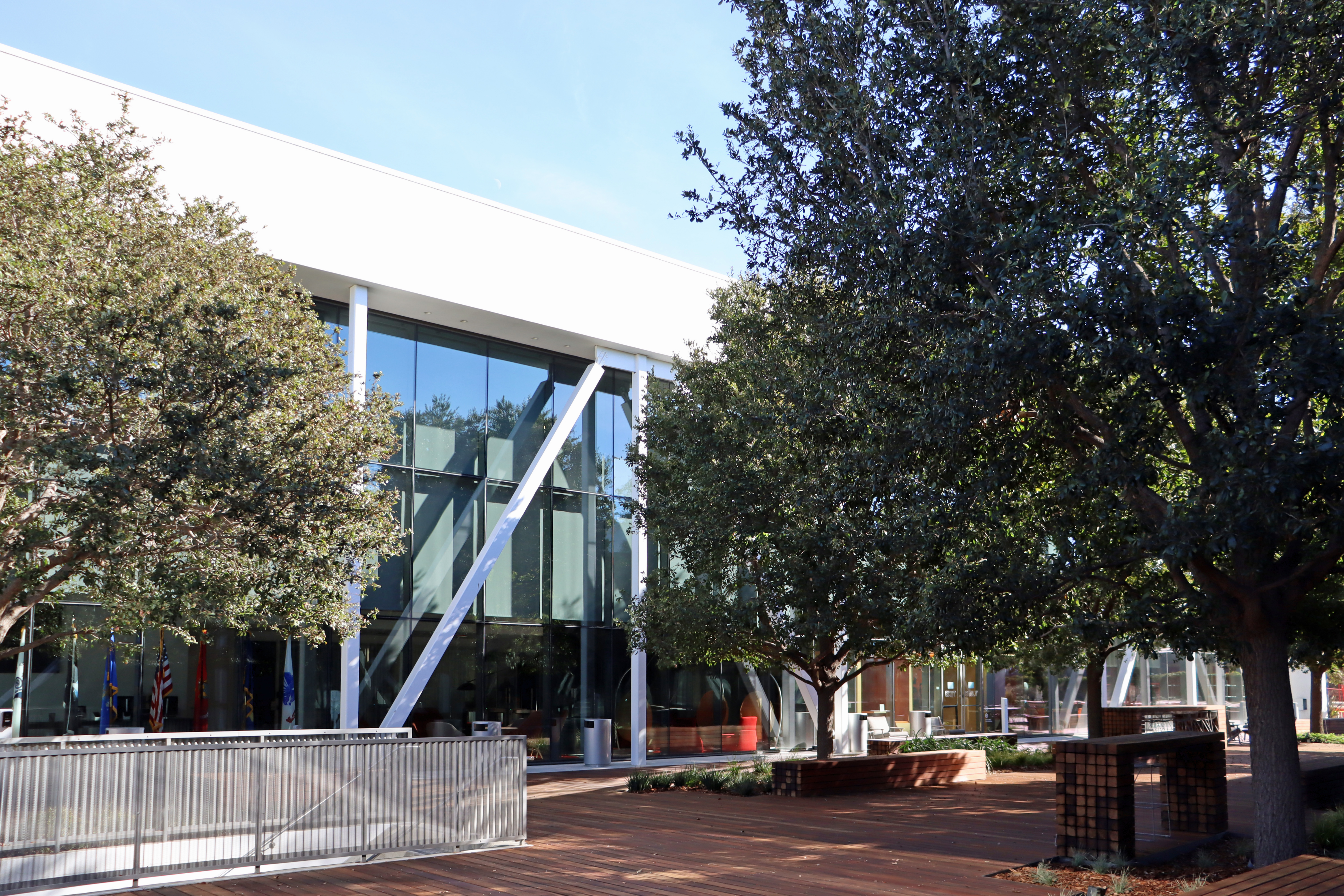
Siedziba główna Activision Blizzard w Santa Monica, Kalifornia. Budynek służy również jako siedziba spółki zależnej Activision

Activision Blizzard, Inc., dawniej Activision, Inc. – amerykański holding, zajmujący się tworzeniem i wydawaniem gier komputerowych i filmów. Założony w 2008 roku z główną siedzibą w Santa Monica w Kalifornii w wyniku fuzji Vivendi Games i Activision. Od 2015 roku był trzecim wydawcą gier komputerowych w Ameryce Północnej, który znalazł się w Standard & Poor’s 500; ponadto znajdował się na giełdzie NASDAQ pod symbolem giełdowym NASDAQ: ATVI. Activision Blizzard obejmuje trzy jednostki biznesowe, w tym Activision, Blizzard Entertainment i King; wcześniej obejmował również Activision Blizzard Studios i Major League Gaming. W 2012 roku był pierwszą firmą na rynku gier komputerowych pod względem wielkości przychodów, natomiast w 2014 zajął piąte miejsce. W latach 2017–2021 była największą firmą zajmującą się grami w Ameryce i Europie pod względem przychodów i kapitalizacji rynkowej. 13 października 2023 roku przedsiębiorstwo zostało przejęte przez Microsoft i stało się spółką zależną Microsoft Gaming obok Xbox Game Studios i ZeniMax Media.
Spółka posiada i prowadzi dodatkowe studia zależne w ramach Activision, w tym Infinity Ward, Treyarch i Sledgehammer Games, a jego tytuły ustanowiły szereg rekordów podczas premier. Przykładowo Call of Duty: Black Ops III zarobiło 550 milionów dolarów na całym świecie w ciągu weekendu otwarcia w 2015 roku, co czyni ją grą z największą premierą w tym roku. Wśród własności intelektualnej publikowanej przez Activision Blizzard znajdują się marki gier komputerowych, m.in. Call of Duty, Tony Hawk, Guitar Hero, Skylanders. Ponadto wydaje gry z serii World of Warcraft, StarCraft, Diablo, Hearthstone i Overwatch autorstwa Blizzard Entertainment; Candy Crush Saga, Pet Rescue Saga i Farm Heroes Saga produkowane przez King.
Początkowo spółka była w większości własnością francuskiego konglomeratu Vivendi SA (61%). Powstała w wyniku fuzji Activision i Vivendi Games, ogłoszonej 2 grudnia 2007 roku, w transakcji opiewającej na sumę 18,9 mld dolarów. Transakcja została zakończona 9 lipca 2008 roku. Spółka uważała, że połączenie obu firm stworzyło „największego na świecie i najbardziej dochodowego wydawcę gier komputerowych”. 26 lipca 2013 roku Activision Blizzard zapowiedział odłączenie się od koncernu Vivendi. W wyniku tego spółka wykupiła od Vivendi ponad 600 milionów akcji za łączną sumę 8,2 mld dolarów (429 mln akcji Activision Blizzard i 172 mln akcji grupy ASAC II LP prowadzonej przez Koticka). Skutkiem tego była niezależność Activision Blizzard i wzmocnienie pozycji firmy na rynku. Transakcja miała zostać zakończona we wrześniu tego samego roku, jednak w wyniku chwilowego wstrzymania wykupu akcji, została ona sfinalizowana 15 października 2013 roku.
Firma była zaangażowana w wiele znaczących kontrowersji, w tym zarzuty dotyczące naruszeń patentów i nieopłacanych tantiem. Pod koniec lipca 2021 roku firma została pozwana przez kalifornijski Departament Sprawiedliwego Zatrudnienia i Mieszkalnictwa pod zarzutami molestowania seksualnego i dyskryminacji pracowników. W wyniku tego wszczęto dochodzenie prowadzone przez amerykańską Komisję Papierów Wartościowych i Giełd, doszło do licznych strajków w miejscach pracy, wielu pracowników zrezygnowało z pracy w spółce lub zostali zwolnieni. Ponadto firma utraciła wielu sponsorów wydarzeń przez nią organizowanych oraz nadal stawiano jej setki zarzutów dot. nękania w miejscu pracy.
18 stycznia 2022 roku Microsoft ogłosił zamiar przejęcia Activision Blizzard za 68,7 miliarda dolarów. Przejęcie zostało sfinalizowane 13 października 2023 roku, w wyniku czego spółka stała się oddziałem Microsoft Gaming, jednocześnie czyniąc Microsoft trzecią co do wielkości firmą zajmującą się grami po Tencent i Sony.

## Historia

### Tło, formowanie i restrukturyzacja

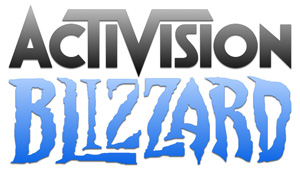
Logo firmy używane w latach 2008–2011

Pierwotna firma Activision została założona w 1979 roku jako zewnętrzny producent gier na Atari Video Computer System. W 1988 roku firma rozszerzyła działalność na oprogramowanie niezwiązane z grami i zmieniła nazwę na Mediagenic. Przedsięwzięcie to nie powiodło się, przynosząc duże straty. W 1991 roku upadającą firmę kupiła grupa inwestorów pod przewodnictwem Bobby’ego Koticka. Kotick przeprowadził dużą restrukturyzację w celu zmniejszenia zadłużenia, zmienił nazwę firmy na Activision i przeniósł ją do Santa Monica w Kalifornii. Do 1997 roku firma znów była rentowna. Kotick przez następną dekadę rozszerzył asortyment produktów Activision poprzez przejęcie około 25 studiów deweloperskich, co zaowocowało kilkoma udanymi seriami gier, w tym Tony Hawk, Call of Duty i Guitar Hero. Około 2006 roku zaczęła rosnąć popularność gier MMO, a takie gry zapewniają stały strumień przychodów wydawcom, a nie tylko jeden zakup gry, co czyni je bardziej wartościową propozycją. Jednak żadna ze spółek zależnych Activision nie posiadała gry MMO, ani możliwości szybkiego jej utworzenia. W dalszej kolejności Activision zmagało się z ostrzejszą konkurencją ze strony takich firm jak Electronic Arts, a także spowolnieniem sprzedaży kluczowych serii gier.
Około 2006 roku Kotick skontaktował się z Jean-Bernardem Lévy, dyrektorem generalnym francuskiego koncernu mediowego Vivendi. Vivendi miała wówczas mały dział gier, Vivendi Games, spółkę holdingową głównie dla Sierra Entertainment i Blizzard Entertainment. Kotick chciał uzyskać dostęp do World of Warcraft Blizzarda, popularnej gry MMO, i zasugerował Lévy’emu, że chciałby ją zdobyć. Zamiast tego Lévy zaproponował, że będzie chciał połączyć gry Vivendi z Activision, ale tylko wtedy, gdy Vivendi będzie kontrolować większość połączonej firmy. Według osób bliskich Kotickowi, był on zaniepokojony tą ofertą, ponieważ zmusiłoby go to do oddania kontroli nad Activision. Jednak po rozmowie z dyrektorem generalnym Blizzarda, Mikiem Morhaimem, Kotick uznał, że Vivendi będzie w stanie wprowadzić Blizzard na rozwijający się rynek gier wideo w Chinach.

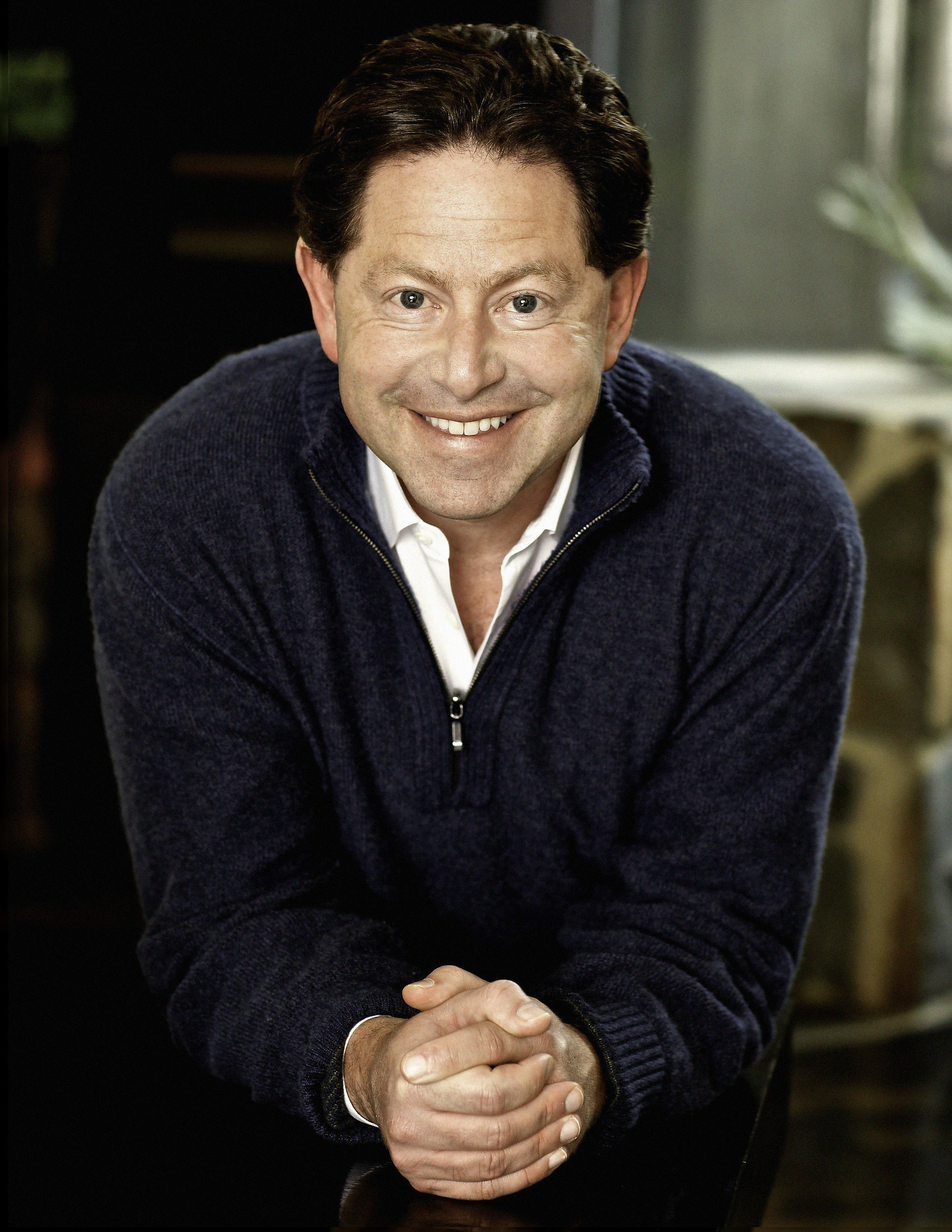
Bobby Kotick (na zdjęciu z 2012), dyrektor generalny Activision Blizzard od momentu jego powstania w 2008 roku.

W 2007 roku Kotick zaproponował zarządowi Activision połączenie firmy i aktywów z innym deweloperem i wydawcą gier, Vivendi Games.
Zarząd zgodził się na to w grudniu 2007 roku. Nowa spółka miała nazywać się od tej pory Activision Blizzard i zachowałaby swoją główną siedzibę w Kalifornii. Bobby Kotick z Activision został ogłoszony nowym prezesem i dyrektorem generalnym spółki Activision Blizzard, natomiast René Penisson, członek zarządu Vivendi i prezes Vivendi Games został przewodniczącym. W kwietniu 2008 roku Komisja Europejska zezwoliła na połączenie dwóch spółek. Komisja była zasadniczo potrzebna w celu zatwierdzania, że przy transakcji połączenia nie było żadnych zagadnień monopolowych. 8 lipca 2008 Activision poinformował, że akcjonariusze zgodzili się scalenie firm. Transakcja została zamknięta 9 lipca 2008 roku i była ona szacowana na 18,9 miliarda dolarów.
Vivendi było większościowym akcjonariuszem posiadając 52% udziałów w firmie. Reszta akcji była w posiadaniu inwestorów instytucjonalnych i prywatnych, i nadal była przedmiotem obrotu na giełdzie NASDAQ; przez pierwsze 10 dni sesyjnych holding był oznaczony jako NASDAQ ATVID, a później już jako NASDAQ ATVI. W tym momencie Jean-Bernard Levy zastąpił René Penissona na miejscu przewodniczącego Activision Blizzard.
Mimo połączenia dwóch spółek, Activision i Blizzard Entertainment nadal istnieją jako odrębne podmioty. Samo połączenie sprawiło, że Activision stał się spółką dominującą wśród byłych oddziałów Vivendi Games aż do 25 lipca 2013 roku. Choć Blizzard zachował swoją autonomię i korporacyjne przywództwo, to inne oddziały Vivendi Games już nie. Przykładem tego może być długo działająca wytwórnia Sierra Entertainment, która po połączeniu została zamknięta. W wyniku fuzji pojawiła się nawet plotka, mówiąca o tym, że jeśli produkt Sierra nie spełniał wymagań Activision to „prawdopodobnie nie zostanie on zachowany”. Jednak niektóre z gier Sierra, takie jak: Crash Bandicoot, Spyro the Dragon czy Prototype zostały zachowane i są dalej wydawane przez Activision. Ponadto z powodu zamknięcia studia Sierra, serwery Sierra Community Forums również zostały zamknięte z dniem 1 listopada 2008 roku, aż do czasu ponownego otwarcia Sierry 7 sierpnia 2014 roku.
Po zakończeniu fuzji, Activision Blizzard był zmuszony zwolnić pewną liczbę osób, m.in. z powodu dublowania się niektórych stanowisk i wydziałów, co powodowało dodatkowe koszty. W wyniku tego CFO Thomas Tippl stwierdził, że firma była zmuszona „zniszczyć” część wydziałów poprzez zwolnienie pracowników, jednak dodał, że każdy z nich „będzie traktowany uczciwie i z szacunkiem w tym procesie”. Ponadto takie gry, jak: Brütal Legend, Ghostbusters: The Video Game, The Chronicles of Riddick: Assault on Dark Athena, World in Conflict: Soviet Assault, 50 Cent: Blood on the Sand, Zombie Wranglers, Leisure Suit Larry: Box Office Bust i Wet zostały usunięte z listy wydawniczej holdingu i przekazane innym firmom.

### Nowe tytuły i rekordy sprzedaży
Spółka holdingowa nie wydaje gier w swoim imieniu, tylko wykorzystuje do tego swoje oddziały, podobnie jak Vivendi Games przed połączeniem. Według raportu finansowego Activision Blizzard za trzeci kwartał 2009 roku spółka posiadała 13,3% udziałów na rynku gier w Stanach Zjednoczonych oraz 12,3% na wspólnym rynku Europy i USA. Na początku 2010 roku, niezależne studio Bungie podpisało 10-letnią umowę wydawniczą z Activision Blizzard. W 2010 roku Activision Blizzard był największym wydawcą gier komputerowych na świecie.
Wydane w 2011 roku Call of Duty: Modern Warfare 3 zarobiło 400 mln dolarów w Stanach Zjednoczonych i Wielkiej Brytanii w ciągu pierwszych 24 godzin, co czyni je największym startem rozrywkowym wszech czasów. Rok 2011 był trzecim z rzędu, w którym seria Call of Duty pobiła rekord przychodu podczas premiery gry; w 2010 gra Call of Duty: Black Ops zarobiło 360 milionów dolarów w jeden dzień, z kolei w 2009 roku Call of Duty: Modern Warfare 2 przyniosło 310 mln dolarów przychodu.
W 2011 roku Activision Blizzard zadebiutował ze swoją nową franczyzą Skylanders. Z tej okazji prasa przypisała spółce wynalezienie nowego gatunku gier komputerowych, „toys to life”. Pierwsze wydanie Skylanders: Spyro’s Adventure zostało nominowane przez Toy Industry Association w 2011 do dwóch nagród: „Game of the Year” i „Innovative Toy of the Year”. Skylanders: Spyro’s Adventure i jego sequele zostały wydane na głównych konsolach i PC, jak również na urządzeniach przenośnych.
W 2012 roku według raportu finansowego firmy Ubisoft Activision Blizzard posiadał 19,5% (15,7% w 2011) udziałów w rynku gier pudełkowych, wyprzedzając tym samym Electronic Arts (18,4%), Ubisoft (11,2%) oraz Nintendo (10,8%). Z kolei w 2012 roku magazyn Forbes umieścił Activision Blizzard na 62. miejscu na liście innowacyjnych firm (dla porównania w 2011 roku holding zajął 22. miejsce).

### Oddzielenie się od Vivendi i wzrost

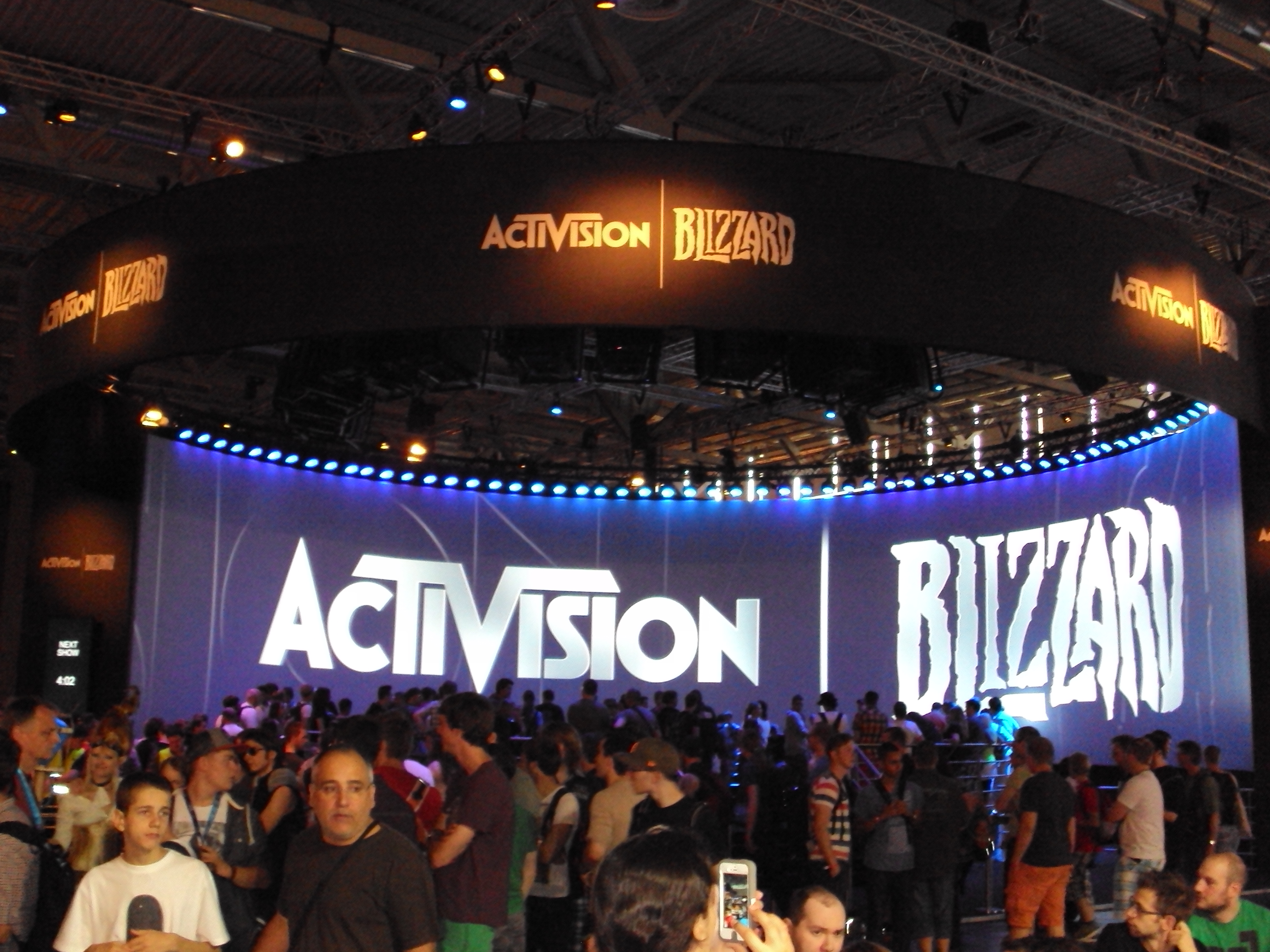
Activision Blizzard podczas gamescom 2013, gdzie firma prezentowała takie tytuły, jak Call of Duty: Ghosts i Skylanders: Swap Force

25 lipca 2013 roku Activision Blizzard zapowiedział oddzielenie się od koncernu mediowego Vivendi poprzez wykupienie pakietu większościowego przez grupę inwestycyjną, na czele której stoi Robert A. Kotick. Firma wykupiła około 429 mln akcji za łączną sumę 5,83 mld dolarów, ponadto 172 mln akcji (24,4%) przejęła grupa inwestycyjna ASAC II LP za 2,34 mld dolarów. Łączny koszt transakcji opiewał na sumę 8,2 mld dolarów. Wynikiem tego przedsięwzięcia jest niezależność Activision Blizzard i wzmocnienie jego pozycji na rynku przemysłu rozrywkowego. Bobby Kotick uważał, że „te transakcje są ogromną szansą dla inwestorów” i „jako niezależna firma (...) powinna być jeszcze silniejsza”. W skład grupy inwestycyjnej ASAC II LP, prowadzonej przez Koticka i Briana Kelly’ego wchodziły: chińska firma Tencent (będąca głównym udziałowcem Epic Games), Davis Advisors oraz Leonard Green & Partners. Kotick pozostał na stanowisku prezesa i CEO spółki, natomiast funkcję przewodniczącego objął Brain Kelly. Ponadto koncern Vivendi nadal pozostawał udziałowcem Activision Blizzard, jednak posiadając z dotychczasowych 63% akcji zaledwie 12%, co przekładało się na 83 mln akcji.
Transakcja miała zostać zakończona we wrześniu 2013 roku, jednakże tydzień później część akcjonariuszy zgłosiła obawy względem umowy. W wyniku tego jeden z nich, Todd Miller, złożył zażalenie na wykup akcji, wytaczając tym samym proces Vivendi, Activision Blizzard oraz zarządowi. Jak podał Eurogamer, Miller zarzucił szefom spółki „złamanie obowiązków powierniczych, marnowanie zasobów firmy i niesprawiedliwe wzbogacenie”. Sugerował, że nowa grupa inwestorów pod wodzą Bobby’ego Koticka zarobi na przejęciu 664 miliony dolarów”. Niedługo potem decyzją sądu proces wykupu akcji został wstrzymany, jednakże Activision Blizzard i Vivendi postanowiły złożyć apelację od wyroku. 10 października 2013 roku Sąd Najwyższy w Delaware odrzucił wniosek jednego z akcjonariuszy i spółka otrzymała zgodę na wykup swoich akcji. Transakcja zakończyła się 15 października tegoż roku. 22 maja 2014 roku Vivendi S.A., posiadające 12% akcji Activision Blizzard, postanowiło pozbyć się około 6% udziałów w amerykańskim koncernie na jego rzecz. Tym samym 41,5 mln akcji wyceniono na kwotę ponad 850 milionów dolarów. Vivendi posiadało wówczas ok. 5,8% akcji.
9 września 2014 roku Activision Blizzard wydał nowy tytuł, Destiny, który zarobił ponad 500 mln dolarów ze sprzedaży detalicznej w czasie premiery, ustanawiając tym samym nowy rekord największej sprzedaży gry z nowej serii w dniu wydania. 5 listopada 2013 roku, firma wydała Call of Duty: Ghosts, który został napisany przez scenarzystę Stephena Gaghana. W ciągu pierwszego dnia zarobiła 1 mld dolarów na sprzedaży detalicznej. Natomiast Call of Duty: Black Ops III zarobiło 550 milionów dolarów na całym świecie w ciągu weekendu otwarcia w 2015 roku, co czyni ją grą z najlepszym startem w tym roku. W 2014 roku Activision Blizzard był piątą firmą produkującą gry na świecie pod względem wielkości przychodów z aktywami o łącznej wartości 14,746 mld dolarów i kapitałem własnym szacowanym na 7,513 mld dolarów.

### S&P 500 i nowe oddziały

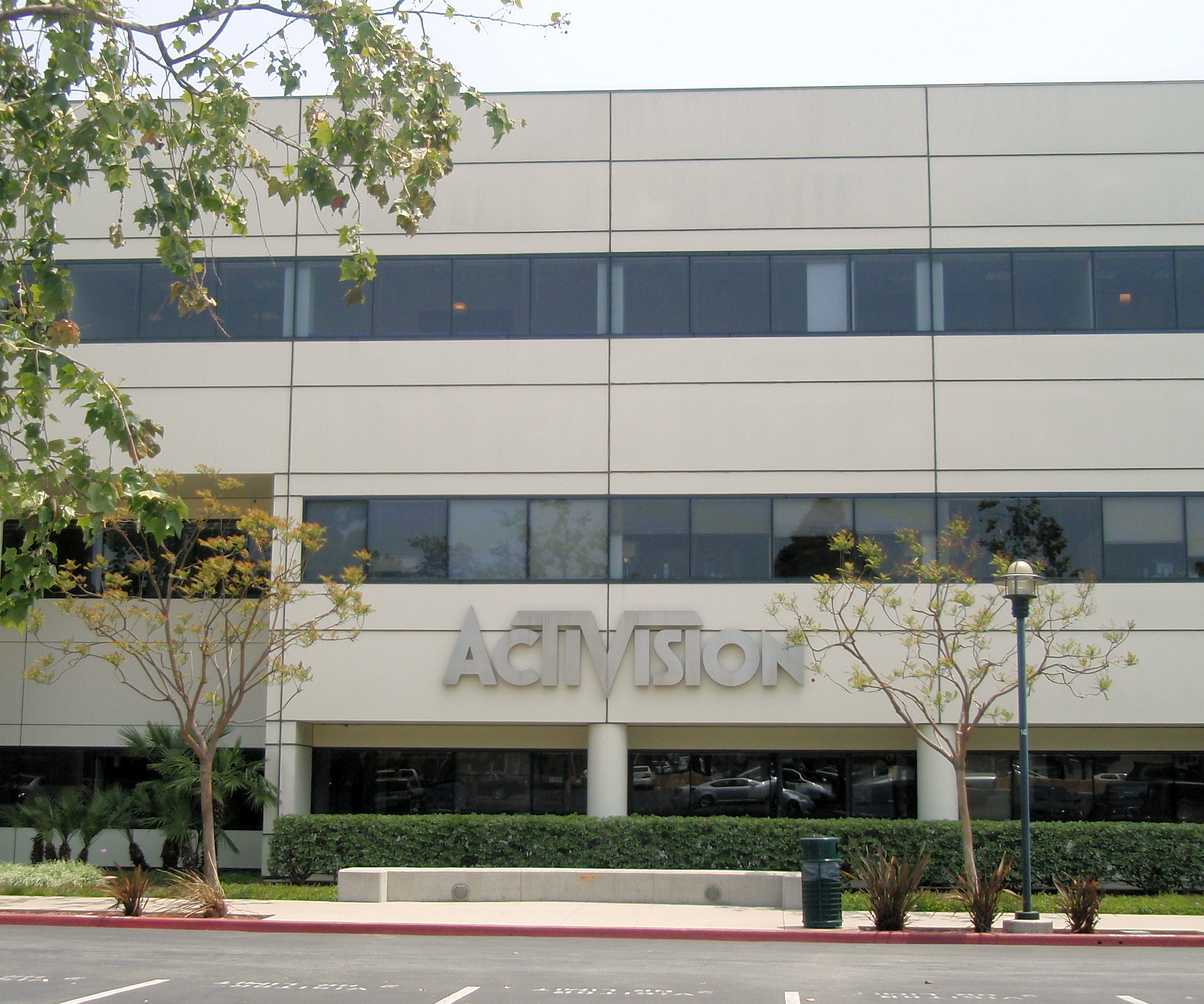
Była siedziba główna Activision Blizzard w Santa Monica w Kalifornii

W 2015 roku spółka Activision Blizzard znalazła się na 96. miejscu w rankingu 100 Najlepszych Pracodawców według amerykańskiego magazynu biznesowego „Fortune”. Z kolei 28 sierpnia 2015 Activision Blizzard trafił do grona firm Standard & Poor’s 500 (w skrócie S&P 500), czyli indeksu giełdowego skupiającego najbogatsze firmy z giełdy w Nowym Jorku oraz NASDAQ. Tym samym stał się jedną z zaledwie trzech firm na liście, związanych z branżą gier komputerowych, obok Microsoft i Electronic Arts. W czerwcu 2015 spółka udostępniła kolejną część z serii Skylanders, która dodała pojazdy do gatunku „toys to life”. 15 września 2015 Bungie i Activision Publishing wydało Destiny: The Taken King, dodatek kontynuujący wydarzenia z Destiny. Dwa dni później Sony ogłosiło, że pobiła ona rekord jako najczęściej ściągana gra w ciągu jednego dnia w historii PlayStation Network, jak również pod względem ogólnej liczby graczy i szczytowej ilości osób online.
Z kolei od co najmniej września 2015 roku spółka uczestniczy w pracach nad filmem Warcraft, będącego częścią serii Warcraft. Reżyserem filmu jest Duncan Jones, a jego premiera jest przewidywana na lato 2016.
21 października 2015 Activision Blizzard otworzyło oddział firmy poświęcony e-sportowi Activision Blizzard Media Networks, którego szefami zostali Steve Bornstein, były szef stacji telewizyjnej ESPN oraz Mike Sepso, prezes Major League Gaming, serwisu transmitującego profesjonalne rozgrywki e-sportowe. 2 listopada 2015 spółka ogłosiła, że przejęła za 5,9 mld dolarów King Digital Entertainment (znaną również jako King), będące jedną z największych firm działających na rynku gier mobilnych i społecznościowych. Zamknięcie transakcji było przewidywane na wiosnę 2016, jednak ostatecznie została zakończona 23 lutego tegoż roku.
Podczas prezentacji w Dniu Inwestora 6 listopada 2015 roku, w ramach zbliżającej się premiery filmu Warcraft, Activision Blizzard ogłosił powstanie Activision Blizzard Studios, spółki zależnej zajmującej się przenoszeniem marek firmy na ekrany kin i telewizorów. Na czele studia stanął COO/CFO Activision Nick van Dyk, były pracownik The Walt Disney Company. Activision Blizzard Studios chce stworzyć adaptacje filmowe na podstawie serii Call of Duty, a także telewizyjny serial animowany oparty na Skylanders o nazwie Skylanders Academy. 13 stycznia 2016 roku poinformowano, że współkierownikiem studia filmowego została Stacey Sher, producentka ponad 30 filmów (w tym filmów Quentina Tarantino), dwukrotnie nominowana do Oscara.
1 stycznia 2016 roku serwis eSports Observer doniósł, że na specjalnym posiedzeniu 21 grudnia 2015 rada dyrektorów MLG zatwierdziła umowę nabycia „zasadniczo wszystkich” aktywów organizacji Major League Gaming (w tym lig sportowych i serwisu strumieniowego transmitującego rozgrywki profesjonalnych graczy) przez Activision Blizzard za sumę 46 mln dolarów. W wyniku tego dotychczasowy dyrektor Sundance DiGiovanni miał zostać zastąpiony przez CFO MLG, Grega Chisholma. Jest to kolejny krok Activision Blizzard w stronę sportu elektronicznego, po założeniu własnego oddziału e-sportowego pod przewodnictwem Mike’a Sepso oraz nabyciu w 2013 roku akcji IGN Pro League. Według doniesień większość pieniędzy z ceny nabycia miała zostać przeznaczona na pokrycie zadłużenia spółki MLG. 4 stycznia spółka oficjalnie ogłosiła nabycie Major League Gaming i podała, że od tej pory będzie działać w ramach Activision Blizzard Media Networks. Bobby Kotick stwierdził, że „zdolność MLG do tworzenia zawartości i sprawdzona technologia publikacji rozgrywek na żywo wzmacnia pozycję spółki w sieciowej rywalizacji w grach”. Z kolei CEO MLG Sundance DiGiovanni pozostał na swoim stanowisku i poinformował, że działalność platformy MLG.tv oraz wszelkie przyszłe turnieje pozostają niezagrożone. Tego samego dnia ogłoszono również plany powstania kanału w telewizji kablowej, poświęconego rozgrywkom e-sportowym.

### Wzrost i start Overwatch League
15 stycznia 2016 Vivendi pozbyło się reszty (5,7%) posiadanych akcji Activision Blizzard, sprzedając je za 1,1 mld dolarów nieznanej amerykańskiej grupie inwestycyjnej. Spółka zdecydowała się na ten krok, ponieważ wartość jednej akcji amerykańskiego holdingu podskoczyła o ponad 90% w minionym roku.
3 marca 2016 roku Activision Blizzard ponownie znalazł się w rankingu 100 Najlepszych Pracodawców według amerykańskiego magazynu biznesowego „Fortune”, zajmując w nim 77. pozycję (19 miejsc wyżej w porównaniu do 2015 roku). Zarazem spółka była jedną z dwóch firm (obok Riot Games na 39. miejscu) na liście, które zajmują się produkcją gier komputerowych.
W listopadzie 2016 roku Blizzard Entertainment, spółka zależna od Activision Blizzard, ogłosiła uruchomienie Overwatch League, profesjonalnej ligi dla gry Overwatch. Pierwszy sezon ligi rozpoczął się w drugiej połowie 2017 roku z 12 drużynami. Struktura ligi opiera się na tradycyjnych strukturach sportowych, w tym na rekrutacji tradycyjnych kierowników sportowych jako właścicieli drużyn, takich jak Robert Kraft, właściciel New England Patriots czy Jeff Wilpon, dyrektor operacyjny New York Mets.
W lutym 2017 roku serwis Kotaku poinformował, że mimo rekordowych wyników finansowych za 2016 rok, spółka Activision Blizzard zwolniła około 5% swoich pracowników, m.in. z Infinity Ward, Beenox czy Treyarch. Firma potwierdziła te doniesienia, stwierdzając, że jest to związane z „przyśpieszającym przechodzeniem na cyfrowy model dystrybucji” i stanowią część procesu „uporządkowywania zasobów przed nadchodzącymi produkcjami”. 19 lutego 2017 roku Activision Blizzard zajął 3. miejsce (za Disneyem i Netflixem) wśród firm z sektora rozrywkowego w plebiscycie na najbardziej podziwianą spółkę, przygotowanym przez magazyn biznesowy „Fortune”; była jedyną firmą w zestawieniu zajmującą się produkcją gier komputerowych.
W czerwcu 2017 firma znalazła się na liście Fortune 500, stając się trzecią firmą zajmującą się grami w historii, zaraz po Atari i Electronic Arts. Od września 2017 roku Activision Blizzard stał się największa firmą zorientowaną na gry komputerowe na terenie Ameryki i Europy pod względem przychodów i kapitalizacji rynkowej. Ponadto Activision Blizzard zajął 66. miejsce wśród 100 Najlepszych Pracodawców według amerykańskiego magazynu biznesowego „Fortune” i został uznany (25. miejsce) za jedno z najlepszych dużych miejsc pracy w Południowej Kalifornii

### Zmiany kadrowe i koniec współpracy z Bungie
W lutym 2018 roku Activision Blizzard znalazł się 84. miejscu na liście najlepszych firm do pracy w rankingu Fortune 100. Ponadto firma znalazła się 24. miejscu na liście pracodawców, którzy opiekowali się swoimi pracownikami w latach 2017–2018.
Inauguracyjne wielkie finały Overwatch odbyły się w Barclays Center na Brooklynie w sierpniu 2018 roku i przyciągnęły 10,8 miliona widzów na całym świecie. Liga ma nadzieję, że 18 drużyn będzie rywalizować podczas drugiego sezonu w 2019, z ostatecznym celem 28 drużyn na całym świecie. W 2018 roku Activision Blizzard podpisało wieloletnią umowę z Walt Disney, aby transmitować gry Overwatch League zarówno na kanałach satelitarnych ESPN, jak i Disney XD.
3 października 2018 Activision Blizzard poinformował o zmianie na stanowisku prezesa Blizzard Entertainment w związku z odejściem po 27 latach z firmy Micheala Morhaime’a. Jego miejsce zajął dotychczasowy producent wykonawczy World of Warcraft J. Allen Brack. Ponadto do zespołu kierowniczego dołączyli: Ray Gresko (producent wykonawczy Overwatch) jako dyrektor ds. rozwoju i Allen Adham, który będzie sprawował nadzór nad kilkoma nowymi projektami firmy. Morhaime natomiast będzie pełnił rolę „strategicznego doradcy”.
22 października 2018 roku serwis gamesindustry.biz, powołując się na raport DFC Intelligence, podał, że od 2012 roku dzięki grom-usługom i modelu stałych przychodów, wartość Activision Blizzard wzrosła 10 do 60 miliardów dolarów (do wzrostu wartości firmy przyczyniło się również przejęcie w 2015 firmy King, odpowiedzialnej za produkcje mobilne). Z kolei na BlizzCon 2018 jako główną zapowiedź zaprezentowano grę mobilną pt. Diablo Immortal, która została odebrana bardzo negatywnie. W wyniku tego w ciągu 48 godzin spółka zanotowała ponad 7% spadek wartości akcji; był to zarazem najniższy wynik od stycznia tegoż roku. Ponadto publikacja sprawozdania za III kwartał pogłębiła spadki o kolejne 12%, ponieważ wyniki finansowe firmy rozminęły się z oczekiwaniami analityków.
Z końcem 2018 roku spółka poinformowała w oświadczeniu, że planuje zwolnić swojego dotychczasowego dyrektora finansowego, Spencera Neumanna; powodem tego były potajemne negocjacje z Netflixem wbrew woli Activision. W wyniku tego od 1 stycznia 2019 obowiązki CFO Activision Blizzard przejął Dennis Durkin (wcześniej dyrektor korporacyjny (CCO)), który pełnił tę rolę w latach 2012–2017. Z kolei na początku stycznia 2019 szeregi firmy opuściła Amrita Ahuja, dyrektor finansowy studia Blizzard Entertainment, która przeszła na to samo stanowisko do firmy Square Inc.
9 stycznia 2019 Activision Blizzard ogłosił, że wiceprezes i dyrektor naczelny marki Call of Duty Rob Kostich został prezesem Activision, natomiast Humam Sachnini prezesem King.com Limited. Ponadto Michael Morhaime ogłosił, że 7 kwietnia tegoż roku ostatecznie zakończy współpracę z Blizzardem.
11 stycznia 2019 studio Bungie (odpowiedzialne za serię Destiny) poinformowało, że po ośmiu latach współpracy postanowiło zakończyć współpracę z Activisionem i rozwiązało umowę dystrybucyjną dotyczącą Destiny 2, ponieważ nie przynosiła ona oczekiwanych przychodów spółce. Jednocześnie firma przejęła prawa do marki Destiny. Jednakże ta transakcja pozwoliła spółce Activision Blizzard na zgłoszenie 164 milionów dolarów w ramach rozliczenia roku obrotowego 2018. 21 stycznia 2019 spółka zajęła 1. miejsce wśród najlepszych wydawców „średnich” rozmiarów w 2018 roku według serwisu Metacritic.
W lutym 2019 podczas konferencji podsumowującej 2018 rok, Kotick stwierdził, że choć firma odnotowała rekordowy rok zysków, to „w ramach optymalizacji oraz restrukturyzacji” była zmuszona zwolnić ok. 775 osób lub ok. 8% swojej siły roboczej, głównie w sektorach niezwiązanych z produkcją gier (m.in. dywizje wydawnicze i e-sportowe) we wszystkich firmach wchodzących w skład Activision Blizzard. Jednakże Kotick oświadczył, że w 2019 roku planowane jest zwiększenie o 20% ilości deweloperów oraz skupienie się na e-sporcie, usługach Battle.net oraz podstawowych grach wydawcy, w tym Candy Crush Saga, Call of Duty, Overwatch, Warcraft, Diablo i Hearthstone.

### Wzrosty w wyniku pandemii i zmiany w firmie
W styczniu 2020 roku firma zawarła wieloletnią umowę z Google, aby transmitować wszystkie wydarzenia Activision Blizzard związane z e-sportem, w tym rozgrywki z gier Call of Duty i Overwatch, za pośrednictwem YouTube, a także korzystać z usług chmurowych Google dla infrastruktury hostingowej gier; podpisano ją po wygaśnięciu dwuletniej umowy z serwisem Twitch, obejmującej rozgrywki Overwatch League. Wartość transakcji z YouTube została oszacowana na 160 milionów dolarów, dwukrotnie więcej niż w przypadku Twitcha.
W lutym 2020 roku prezes Bobby Kotick po sukcesie gry mobilnej Call of Duty: Mobile (dzięki niej liczba graczy CoD wzrosła z 40 do 100 mln) poinformował, że urządzenia mobilne są kluczowymi platformami dla firmy. Z kolei kilka dni po oficjalnej premierze usługi streamingowej Nvidii o nazwie GeForce Now Activision Blizzard wycofał się z niej z całą swoją ofertą gier.
11 marca 2020 roku firma ogłosiła, że wieloletni pracownik Google Daniel Alegre od 7 kwietnia tegoż roku zastąpi Coddy’ego Johnsona na stanowisku prezesa i dyrektora operacyjnego (COO) Activision Blizzard, z kolei Johnson będzie pełnił rolę doradczą.
5 maja 2020 roku podczas sprawozdania za I kwartał podano, że w wyniku obostrzeń związanych z pandemią COVID-19 w gry spółki zagrało ponad 407 mln graczy, co przełożyło się na przychody netto firmy z kanałów cyfrowych w wysokości 1,44 mld dolarów (1,16 mld funtów). W listopadzie 2020 roku prezes Bobby Kotick w wywiadzie dla GamesBeat powiedział, że Activision Blizzard musi zatrudnić ponad 2000 osób, aby sprostać „rosnącym wymaganiom produkcyjnym”. Następnie w połowie listopada firma podała, że seria Call of Duty w ciągu 2020 roku wygenerowała ponad 3 miliardy dolarów netto przychodu (jest to o 80% lepszy wynik w porównaniu do roku 2019) i przyciągnęła 200 mln graczy.
W styczniu 2021 roku PC Gamer podał, że Activision Blizzard osiągnął łączną wartość szacowaną na 72 mld dolarów (wówczas ceny akcji wynosiły 95 dolarów za szt.), co jest najwyższym wynikiem do tej pory. Wpływ na to miały dwa czynniki: pandemia oraz rozwój rynku mikropłatności. 22 stycznia 2021 spółka przesunęła zależne od Activision studio deweloperskie Vicarious Visions do Blizzard Entertainment, w wyniku czego 200 pracowników VV będzie od teraz pracownikami Blizzarda i będą „w pełni zaangażowani w istniejące gry i inicjatywy Blizzarda”. W związku z tym Jennifer Oneal, dotychczasowa szefowa Vicarious, została awansowana na wiceprezesa wykonawczego ds. rozwoju w nowym studiu i będzie podlegała bezpośrednio prezesowi J. Allenowi Brackowi; jej miejsce zajął Simon Ebejer. 12 kwietnia 2022 roku oficjalnie zakończono fuzję Vicarious Visions z Blizzardem; od tej pory studio będzie znane jako Blizzard Albany.
W lutym 2021 roku Publiczny Fundusz Inwestycyjny Arabii Saudyjskiej nabył 14,9 mln akcji Activision Blizzard o wartości 1,4 mld dolarów. W połowie marca Jason Schreier z Bloomberg poinformował, że spółka zwolniła ok. 190 osób (ok. 2%); zwolnienia objęły 50 pracowników związanych z tworzeniem wydarzeń na żywo oraz deweloperów ze studia King, odpowiedzialnego za gry mobilne. Kilka dni później podano, że firma planuje kolejne redukcje zatrudnienia; według GamesIndustry.biz Activision Blizzard ma zamiar ciąć koszty w działach wydawniczych, znajdujących w Niemczech, Francji, Hiszpanii, Holandii i Wielkiej Brytanii (ostatnie z nich będzie centralnym punktem wydawniczym w Europie). Informacje te potwierdził przedstawiciel firmy, przyznając, że „ma to związek z tym, iż wiele osób coraz częściej decyduje się na cyfrowe wersje gier, więc firma musi dostosować się do tych zmian, również w regionie europejskim”. Z kolei brazylijski serwis The Enemy poinformował o zwolnieniu prawie całego zespołu operacyjnego w Brazylii i Ameryce Łacińskiej.
29 marca 2021 roku ogłoszono, że wieloletni pracownik spółki Armin Zerza (dotychczasowy dyrektor handlowy (CCO) Activision Blizzard i dyrektor operacyjny (COO) Blizzarda) od drugiego kwartału 2021 roku zostanie nowym dyrektorem finansowym firmy, zastępując dotychczasowego CFO Dennisa Durkina, który przechodzi na emeryturę. Dzień później podano, że nowym dyrektorem administracyjnym (CAO) firmy został Brian Bulatao, który wcześniej pracował w Departamencie Stanu USA za prezydentury Donalda Trumpa; będzie m.in. nadzorował fundację Call of Duty Endowment. W kwietniu Fernando Machado, były brazylijski dyrektor w Burger King, dołączył do firmy jako dyrektor marketingu (CMO). Pod koniec kwietnia 2021 roku firma ogłosiła, że Bobby Kotick pozostanie dyrektorem generalnym co najmniej do kwietnia 2023 roku. Ponadto Kotick zgodził się na obniżenie swojej pensji i rocznej premii o 50%, w wyniku czego jego wynagrodzenie będzie wynosiło 875 tys. dolarów. 17 czerwca 2021 poinformowano, że Tony Petiti, dotychczasowy prezes ds. sportu i rozrywki, odszedł z firmy, a jego stanowisko zajmie Brandon Snow, starszy wiceprezes i dyrektor ds. dochodów (CRO).

### Oskarżenia wobec firmy
W lipcu 2021 roku w związku z oskarżeniami kalifornijskiego Departamentu Sprawiedliwego Zatrudnienia i Mieszkalnictwa (DFEH) o niewłaściwe zachowania seksualne wobec pracownic oraz dyskryminacji w praktykach zatrudniania w firmie Blizzard, prezes J. Allen Brack ogłosił, że opuszcza firmę, aby „poszukiwać nowych możliwości”. Na jego miejsce wyznaczono dwóch „liderów”: Jennifer Oneal (dotychczasową wiceprezes wykonawczą ds. rozwoju w Blizzardzie i wcześniej szefową VV) oraz Mike’a Ybarrę (wiceprezesa wykonawczego i menadżera działu technologii w Blizzardzie, wcześniej menadżera Microsoftu w dziale Xboxa).
14 września 2021 roku spółka poinformowała o zatrudnieniu dwóch pracowników na stanowiska dyrektorów. Julie Hodges, dotychczasowa wiceprezes ds. HR, wynagrodzeń, świadczeń i pozyskiwania talentów w The Walt Disney Company, zostanie dyrektorem ds. kadr (CPO) i zastąpi na tym stanowisku Claudine Naughton, będącą w firmie od sierpnia 2019 roku. Z kolei Sandeep Dube, dotychczasowy wiceprezes ds. zarządzania przychodami w Delta Air Lines, zostanie dyrektorem handlowym (CCO).
20 września 2021 roku The Wall Street Journal poinformował, że Amerykańska Komisja Papierów Wartościowych i Giełd wszczęła śledztwo, które ma na celu sprawdzenie, czy spółka odpowiednio reagowała na zarzuty dot. napastowania seksualnego i mobbingu. W toku śledztwa Komisja wezwała do złożenia zeznań szereg obecnych i byłych pracowników firmy, w tym dyrektora generalnego Roberta Koticka oraz zażądała dostępu do wielu dokumentów (m.in. zapisów obrad rady nadzorczej od 2019 i akt byłych pracowników). 19 października wiceprezes wykonawcza ds. korporacyjnych Fran Townsend oświadczyła, że w związku ze śledztwem ponad 20 pracowników Activision Bllzzard było zmuszonych opuścić firmę, a kolejne 20 osób zostało poddanych innym działaniom dyscyplinarnym. Następnie dyrektor generalny Robert Kottick stwierdził, że zwrócił się do zarządu o obniżenie jego wynagrodzenia do absolutnego minimum zgodnie z prawem Kalifornii (62,5 tys. dolarów) i usunięcie wszystkich premii, dopóki sprawy związane z procesami nie zostaną rozstrzygnięte.
2 listopada 2021 roku Jen Oneal zapowiedziała ustąpienie ze stanowiska „lidera” Blizzarda pod koniec roku, w wyniku czego Mike Ybarra sam stanie na czele firmy. Na początku 2022 roku Według informacji uzyskanych przez The Wall Street Journal na skutek afer związanych z mobbingiem i molestowaniem seksualnym firmę opuściło 37 pracowników, z których część została zwolniona, natomiast innych „zachęcono” do odejścia; kolejnych 40 zachowało posady, jednak spotkały ich kary dyscyplinarne.
W ostatnim kwartale 2021 roku holding Berkshire Hathaway kupił 14,7 miliona akcji Activision Blizzard, które były warte około 975 mln dolarów na koniec tegoż roku.

### Przejęcie przez Microsoft
18 stycznia 2022 roku Microsoft ogłosił, że przejmie Activision Blizzard za 68,7 mld dolarów w ramach transakcji gotówkowej, czyli około 95 dolarów za akcję. Kurs akcji Activision Blizzard wzrósł tego dnia o prawie 40% w obrocie przed wprowadzeniem na rynek. Umowa sprawi, że Microsoft będzie trzecią co do wielkości firmą zajmującą się grami na świecie i największą w obu Amerykach, tuż za chińską firmą Tencent i japońskim konglomeratem Sony. Goldman Sachs będzie doradcą finansowym Microsoftu, a Allen & Company będzie doradcą finansowym Activision. Transakcja została zatwierdzona przez zarządy obu firm i ma zostać sfinalizowana w 2023 roku po przeprowadzeniu przeglądu działań przez rządy międzynarodowe. Po sfinalizowaniu umowy Activision Blizzard stanie firmą siostrzaną dla Xbox Game Studios w ramach nowego działu Microsoft Gaming z Philem Spencerem na czele. Umowa umożliwiłaby również Microsoftowi oferowanie gier Activison Blizzard w ramach usługi Xbox Game Pass. Spencer stwierdził również, że chciałby wskrzesić niektóre gry z przeszłości Activision Blizzard, które mu się podobały, wspominając takie serie jak King’s Quest, Guitar Hero i Hexen: Beyond Heretic.
Kotick stwierdził, że on, Spencer i dyrektor generalny Microsoftu, Satya Nadella, dyskutowali w 2021 roku na temat ich obaw związanych z potęgą Tencentu, NetEase, Apple i Google oraz o tym, że Activision Blizzard nie posiadał wiedzy obliczeniowej w uczeniu maszynowym i analizie danych, które byłyby konieczne do konkurowania z tymi firmami. Według Koticka doprowadziło to do pomysłu Microsoftu, który posiada takie możliwości, aby przejąć Activision Blizzard w atrakcyjnej cenie. W oświadczeniu opublikowanym na stronie inwestorskiej Activision Blizzard, firma stwierdziła, że jej branża jest „najbardziej dynamiczną i ekscytującą kategorią rozrywki na wszystkich platformach” i że gry będą na czele rozwoju wschodzącego metaverse. Dziennikarze postrzegali to przejęcie, a także przejęcie Bethesda Softworks przez Microsoft w marcu 2021 roku, jako próbę konkurowania z Meta Platforms, wcześniej znaną jako Facebook.
Według The Wall Street Journal i Bloomberg News ogłoszenie przejęcia było odpowiedzią na toczący się proces sądowy w związku z pozwem Departamentu Sprawiedliwego Zatrudnienia i Mieszkalnictwa (DFEH) z lipca 2021 roku dot. sygnałów o niewłaściwym postępowaniu w miejscu pracy. Według doniesień obu gazet holding Activision Blizzard rozważał bycie wykupionym przez inne firmy, w tym m.in. przez Meta Platforms (macierzystą firmę Facebooka), ze względu na słabsze niż oczekiwano wyniki finansowe ostatnio wydanych gier i opóźnienia w produkcji. Następnie według raportu The Wall Street Journal z listopada 2021 roku Kotick wiedział o nadużyciach i molestowaniu seksualnym w firmie bez zgłaszania tego zarządowi, co doprowadziło do zwiększonej presji na Koticka, aby opuścił firmę. Na podstawie dokumentacji SEC związanej z fuzją, 19 listopada Microsoft ponownie zgłosił się do Activision Blizzard z propozycją wykupu, co miało miejsce trzy dni po raporcie The Wall Street Journal dotyczącym wykupu (z listopada 2021 roku). Podczas gdy Kotick wahał się nad sprzedażą firmy, zarząd przystąpił do zawarcia umowy, ponieważ cały czas obawiano się wpływu pozwu, póki Kotick pozostawał w zarządzie. Z kolei wykup zapewniłby Kotickowi w przyszłości ogromną odprawę, wynoszącą 252,2–292,9 mln dolarów w większości scenariuszy.
Zgodnie z oficjalnymi zapowiedziami i zgodnie z umową z Microsoftem, Kotick pozostanie dyrektorem generalnym Activision Blizzard i oczekuje się, że utrzyma to stanowisko, dopóki transakcja będzie przechodzić przez procesy regulacyjne, ponieważ Activision Blizzard będzie pozostawało niezależne do czasu zamknięcia transakcji w czerwcu 2023 roku. Podczas gdy doniesienia The Wall Street Journal mówią, że Kotick „odejdzie po zamknięciu transakcji” pod kierownictwem Microsoftu, to w wywiadzie stwierdził, że jest zainteresowany pozostaniem w firmie. Chociaż Microsoft nie odniósł się bezpośrednio do pozwu wobec Activision Blizzard w wiadomości o przejęciu, to firma ogłosiła tydzień wcześniej, że dokona przeglądu własnych zasad dotyczących molestowania seksualnego i dyskryminacji ze względu na płeć.
Kilku pracowników Activision Blizzard wyraziło ostrożny optymizm w odniesieniu do umowy z Microsoftem. Sojusz Pracowników ABK, grupa pracowników dążących do uzwiązkowienia, stwierdziła, że przejęcie „nie zmieniło celów” Sojuszu. Z kolei według Business Insider kilku pracowników Microsoftu wyraziło swoje zaniepokojenie w związku ze skandalami związanymi z molestowaniem seksualnym i kulturą pracy Activision Blizzard, mając nadzieję na „konkretne kroki, aby upewnić się, że nie wprowadzamy niebezpiecznej i niepożądanej kultury”. 19 stycznia 2022 roku prezes Banku Światowego David Malpass skrytykował przejęcie jako wątpliwą alokację kapitału w czasie, gdy biedne kraje walczą o restrukturyzację swoich długów oraz zwalczanie pandemii COVID-19 i ubóstwa. Po tym, jak Sony oświadczyło, że oczekuje, że Microsoft będzie honorować wszystkie umowy wydawnicze Activision Blizzard dotyczące gier wieloplatformowych, Phil Spencer i prezes Brad Smith zapewnili, że Microsoft będzie kontynuował istniejące umowy i wyraził chęć utrzymania Call of Duty oraz innych popularnych tytułów na PlayStation, również po wygaśnięciu umów. Firma chce również sprawdzić możliwość wprowadzenia gier Activision Blizzard na konsole Nintendo.
W Stanach Zjednoczonych przejęcie zostanie zweryfikowane przez Federalną Komisję Handlu (FTC), a nie tradycyjnie przez Departament Sprawiedliwości USA, ponieważ agencja zgłaszała więcej obaw dotyczących fuzji i przejęć w sektorze Big Tech w ostatniej dekadzie. Amerykańscy senatorowie Elizabeth Warren, Bernie Sanders, Sheldon Whitehouse i Cory Booker wyrazili zaniepokojenie fuzją Activision Blizzard z Microsoftem w ramach dochodzenia FTC, twierdząc, że obie firmy „nie chroniły praw i godności swoich pracowników” i że należy sprzeciwiać się połączeniu, jeśli „transakcja może wzmocnić władzę monopsoniczną i pogorszyć pozycję negocjacyjną między pracownikami a stronami”. Ponadto, amerykańska Komisja Papierów Wartościowych i Giełd (SEC) dokonała przeglądu potencjalnych twierdzeń, że inwestorzy związani z Kotickiem wykorzystywali poufne informacje przed ogłoszeniem przejęcia; spółka Activision Blizzard stwierdziła, że będzie w pełni współpracować przy przeglądzie SEC. W lipcu 2022 roku brytyjski Urząd ds. Konkurencji i Rynków (CMA) ogłosił, że również zbada przejęcie spółki przez Microsoft. Według CMA transakcja kwalifikuje się jako „znaczące przejęcie”, które może doprowadzić do „znaczącego ograniczenia konkurencji” w Wielkiej Brytanii.
23 lutego 2022 roku spółka ogłosiła, że dotychczasowy prezes firmy King, Humam Sakhnini, po sześciu latach i 12 latach w Activision Blizzard odchodzi. Jego stanowisko zajął ze skutkiem natychmiastowym Tjodolf Sommestad, który dołączył do King w 2011 roku jako wiceprezes Skill Games, następnie zarządzał franczyzą Candy Crush oraz był dyrektorem ds. rozwoju. W kwietniu 2022 roku New York City Employees’ Retirement System, będący udziałowcem Activision Blizzard, pozwał firmę, argumentując, że firma szybko zawarła umowę przejęcia z Microsoftem, aby spróbować ukryć błędy Koticka, które zostały wykryte podczas toczącego się procesu sądowego DFEH i uniknąć jakiejkolwiek odpowiedzialności.
W grudniu 2022 roku Federalna Komisja Handlu ogłosiła, że nie wyrazi zgody na fuzję i wszczęła postępowanie sądowe. 26 kwietnia 2023 roku brytyjski Urząd ds. Konkurencji i Rynków (CMA) zablokował przejęcie Activision Blizzard przez Microsoft, twierdząc, że doprowadzi to do „ograniczenia innowacji i mniejszego wyboru dla brytyjskich graczy w nadchodzących latach”. Tego samego dnia Microsoft ogłosił plany odwołania się od tego orzeczenia. Początkowo w styczniu 2023 roku Komisja Europejska zapowiedziała, że przygotuje oświadczenie sprzeciwiające się umowie Microsoftu z Activision Blizzard oraz wyda „ostrzeżenie antymonopolowe”, jednakże 15 maja tego roku zgodziła się na przejęcie firmy. We wrześniu 2023 roku CMA tymczasowo zatwierdziła transakcję na zmienionych warunkach połączenia obu firm, a w październiku dokonała przeglądu i w pełni zatwierdziła transakcję, umożliwiając jej sfinalizowanie. 13 października 2023 roku Microsoft oficjalnie sfinalizował przejęcie Activision Blizzard.

#### Związki zawodowe
W międzyczasie, w maju 2022 roku testerzy kontroli jakości z Raven Software, spółki zależnej Activision Blizzard, przy wsparciu Kampanii na rzecz Organizacji Cyfrowych Pracowników (CWA) publicznie utworzyli Game Workers Alliance (GWA) oraz głosowali 19–2 za utworzeniem związku zawodowego. Krajowa Rada ds. Stosunków Pracy (NLRB) uznała GWA za związek zawodowy. Po pomyślnym utworzeniu związków zawodowych w Raven Software, 20-osobowy zespół ds. kontroli jakości w Blizzard Albany ogłosił w lipcu 2022 roku akcję uzwiązkowienia pod nazwą GWA Albany. Głosowanie przeszło (14–0), tworząc drugi związek w spółce zależnej Activision Blizzard.
W lutym 2023 roku Activision Blizzard ogłosił swoim pracownikom, że zakończy politykę dotyczącą pracy zdalnej w pełnym wymiarze godzin, począwszy od kwietnia do czerwca tego roku. 30 listopada 2023 roku pracownikom działu zapewnienia jakości powiedziano, że firma zakończy hybrydowy model pracy i w 2024 roku sprowadzi pracowników z Minneapolis, Austin i El Segundo z powrotem do biura na pełny etat. Związek zawodowy ABK Workers Alliance oskarżył przedsiębiorstwo o „wypychanie” pracowników w ten sposób. 8 marca 2024 roku 600 testerów kontroli jakości w trzech studiach Activision w Austin, Eden Praire i El Segundo utworzyło związek „Activision Quality Assurance United-CWA” oraz głosowało za utworzeniem związku zawodowego (390–8), co czyniło go największym związkiem w branży gier w Stanach Zjednoczonych. Microsoft dobrowolnie uznał związek. 24 lipca 2024 roku 500 artystów, projektantów, inżynierów, producentów i testerów jakości pracujących nad World of Warcraft również zagłosowało za utworzeniem związku zawodowego.

### Zmiany organizacyjne w wyniku przejęcia
W ramach przejęcia przedsiębiorstwa Bobby Kotick ogłosił 13 października 2023 roku rezygnację ze stanowiska dyrektora generalnego (CEO) wraz z innymi członkami kadry kierowniczej wysokiego szczebla, lecz pozostawał na stanowisku do końca 2023 roku, aby pomóc w przejęciu. 29 grudnia 2023 roku Kotick, po 32 latach, opuścił Activision Blizzard. Szef Microsoft Gaming Phil Spencer podziękował mu „za jego nieoceniony wkład w branżę, partnerstwo przy sfinalizowaniu przejęcia Activision Blizzard i współpracę po zamknięciu”. Oprócz Koticka z firmy odeszło dwóch dyrektorów Activision Blizzard, w tym: Humam Sakhnini, wiceprezes Blizzarda i Kinga (w grudniu) oraz wiceprezes ds. korporacyjnych i dyrektor ds. komunikacji (pod koniec stycznia). W związku z odejściem Koticka firma przeszła zmiany organizacyjne, aby dostosować się do Microsoft Gaming. Wyznaczono także prezesa ds. zawartości gier i studiów z Microsoftu, Matta Booty’ego, do nadzorowania zespołów deweloperskich Activision Blizzard; podlegali mu wiceprezes Activision Blizzard Thomas Tippl, prezes Activision Rob Kostich, prezes Blizzard Entertainment Mike Ybarra i prezes King Tjodolf Sommestad, którzy pozostali na swoich stanowiskach. Inni dyrektorzy Activision Blizzard, w tym: Armin Zerza (dyrektor finansowy), Brian Bulatao (dyrektor administracyjny), Grant Dixton (dyrektor ds. prawnych), Julie Hodges (dyrektor ds. kadr) i Thomas Tippl będą nadal pomagać w przejęciu, i opuszczą firmę w marcu 2024 roku.
Po zakończeniu przejęcia, 25 stycznia 2024 roku dyrektor generalny Microsoftu Phil Spencer ogłosił, że 1900 pracowników (ok. 8% siły roboczej) Microsoft Gaming zostanie zwolnionych. Jednocześnie prezes Blizzarda Mike Ybarra i dyrektor ds. projektowania Allen Adham ogłosili, że odchodzą z firmy. Podobno Blizzard był przedsiębiorstwem najbardziej dotkniętym zwolnieniami, gdzie pracę straciło m.in. 150 osób pracujących nad planowaną gra survivalową Blizzarda, która została anulowana po sześciu latach produkcji. Według doniesień zwolnienia dotknęły wszystkie studia zajmujące się rozwojem serii Call of Duty, w tym Infinity Ward, Sledgehammer Games, Raven Software, Treyarch i High Moon Studios. Toys for Bob i Sledgehammer Games straciły ponad 30% personelu oraz swoje biura, w wyniku czego wróciły do pracy zdalnej. Microsoft Gaming zwolnił także wielu menadżerów społeczności, cały wewnętrzny dział obsługi klienta Activision Blizzard oraz zespół zajmujący się wprowadzaniem gier na Xboxa do sprzedaży detalicznej. 29 stycznia 2024 roku ogłoszono, że Johanna Faries została nowym prezesem Blizzard Entertainment, a urząd obejmie 5 lutego tego roku; wcześniej pracowała 10 lat w lidze NFL, w 2018 roku dołączyła do Activision jako komisarz ds. e-sportu w Call of Duty, a następnie została główną menedżerką marki; nowym głównym menadżerem marki CoD został Matt Cox. 29 lutego 2024 roku jedno ze studiów, Toys for Bob, przekształciło się w niezależne studio, wydzielając się z ABK/Microsoftu.
Major League Gaming, które odnotowało znaczny spadek oglądalności i zysków podczas pandemii COVID-19 zostało ostatecznie zamknięte, co zostało oficjalnie potwierdzone 15 stycznia 2024 roku ogłoszeniem o zaprzestaniu działalności GamesBattle, ostatniej aktywnej gałęzi MLG.
2 lipca 2025 roku Microsoft Gaming przeprowadził reorganizację firmy, w wyniku czego doszło do większej redukcji etatów, obejmującej ok. 9000 pracowników we wszystkich działach firmy. Zwolnienia miały miejsce również w różnych studiach Activision, w tym w zespołach wsparcia serii Call of Duty Sledgehammer Games i High Moon Studios, a także w Raven Software, tworzącym Call of Duty: Black Ops 7. Twórcy gry mobilnej Warcraft Rumble również zostali zbiorowo zwolnieni z Blizzard Entertainment, w wyniku czego wsparcie dla gry ustało. Według doniesień kolejne ok. 200 osób zostało zwolnionych z King.

## Struktura korporacyjna
Holding Activision Blizzard dzieli się na trzy główne segmenty biznesowe:
- Activision Publishing, który zajmuje się opracowywaniem, produkcją i dystrybucją gier wideo ze swoich filii.
- Blizzard Entertainment, który zajmuje się opracowywaniem, produkcją i dystrybucją gier Blizzarda. Zajmuje się również działalnością e-sportową firmy, w tym MLG i Overwatch League.
- King, który zajmuje się rozwojem i dystrybucją gier mobilnych.

## Przychody firmy
W 2008 roku Activision Blizzard odnotował 3,026 mld dolarów przychodu. W 2009 z przychodem 4,279 mld dolarów był drugą (po Nintendo) firmą na rynku gier komputerowych pod względem wielkości przychodów. Rok później odnotowano przychody na poziomie 4,447 mld dolarów. W 2011 roku Activision Blizzard osiągnął 4,756 mld dolarów przychodu, w wyniku czego znalazł się na drugim miejscu (za Sony) wśród firm z największymi przychodami w branży gier komputerowych. W 2012 firma odnotowała przychody na poziomie 4,856 mld dolarów. Był to jak dotąd najwyższy wynik w historii spółki, dzięki któremu zajęła pierwsze miejsce, wyprzedzając tym samym firmy Sony oraz Microsoft. W roku następnym osiągnięto 4,583 mld dolarów przychodu, co było spadkiem względem roku poprzedniego. W wyniku tego Activision Blizzard zajął czwarte miejsce na liście firm z największymi przychodami (wyprzedziły go Tencent, Sony oraz Microsoft). Z kolei w 2014 roku spółka odnotowała przychody na poziomie 4,408 mld dolarów i zajęła piąte miejsce (za Tencent, Sony, Microsoft i Electronic Arts). W 2015 roku firma odnotowała 4,664 mld przychodu, czyli większe niż w roku poprzednim. Tym samym Activision Blizzard ponownie uplasował się na miejscu czwartym na liście firm z największymi przychodami, za Tencent, Sony i Microsoftem.

## Call of Duty Endowment
W 2009 roku CEO Robert Kotick ogłosił powstanie organizacji non-profit o nazwie Call of Duty Endowment (CODE), która ma za zadanie pomagać żołnierzom przejść do kariery cywilnej po odbyciu służby wojskowej, finansując inne organizacje non-profit i podnosząc świadomość na temat wartości, jaką weterani wnoszą do miejsca pracy. Od czasu założenia CODE, ponad 50 tys. weteranów zostało zatrudnionych w dobrych miejscach pracy. W 2013 roku CODE rozpoczął program „Seal of Distinction”, w którym wyróżniano organizacje non-profit, które z powodzeniem umieszczały weteranów w dobrych zawodach. Ponadto zwycięzcy otrzymują stypendium w wysokości 30 tys. dolarów, które można wykorzystać do uzyskania zatrudnienia. Celem organizacji jest pomoc 100 tys. amerykańskich i brytyjskich weteranów w znalezieniu wysokiej jakości miejsc pracy do 2024 roku. Na początku kwietnia 2019 roku poinformowano, że dzięki inicjatywie Call of Duty Endowment zatrudnienie znalazło ponad 54 tys. weteranów. W maju 2020 roku podano, że organizacja CODE pomogła znaleźć pracę 69 tys. weteranów, z kolei podczas podsumowania 2020 roku podano, że liczba żołnierzy, która znalazła pracę wzrosła do 81 tys. 3 maja 2022 roku ogłoszono, że Call of Duty Endowment osiągnęło cel, jakim była pomoc 100 tys. weteranów, dwa lata przed planowanym terminem. Ponadto Activision Blizzard przeznaczyło dodatkowe 30 mln dolarów na wsparcie programu przez następne pięć lat.

## Oddziały
Pełna lista oddziałów wchodzących w skład holdingu Activision Blizzard. Lista nie obejmuje firm zależnych od Sierra Entertainment.

### Działające
| Nazwa firmy                                 | Lokalizacja                                    | Informacje |
| ------------------------------------------- | ---------------------------------------------- | --- |
| Activision                                  | Santa Monica, Kalifornia, USA                  | Założony w 1979 roku, połączony z Vivendi Games 9 lipca 2008 roku. |
| Activision Shanghai                         | Szanghaj, Chiny                                | Założone w 2009 roku. |
| Beenox                                      | Québec, prowincja Quebec, Kanada               | Założone w maju 2000 roku, nabyte 25 maja 2005 roku. |
| Blizzard Entertainment                      | Irvine, Kalifornia, USA                        | Założony w lutym 1991 roku jako Silicon & Synapse, w 1993 roku zmieniono nazwę na Chaos Studio, natomiast w maju 1994 ostatecznie zmieniono nazwę firmy na Blizzard Entertainment. w 1998 r. przejęty przez Vivendi, połączony z Activision 9 lipca 2008 roku.                                 |
| Demonware                                   | Dublin, Irlandia Vancouver, Kolumbia Brytyjska | Założone w 2003 roku, nabyte w maju 2007 roku. |
| Digital Legends Entertainment               | Barcelona, Hiszpania                           | Założone w maju 2001 roku, nabyte 28 października 2021 roku. |
| Elsewhere Entertainment                     | Warszawa, Polska                               | Założone w maju 2024 roku. |
| High Moon Studios                           | San Diego, Kalifornia, USA                     | Założone jako Sammy Entertainment w kwietniu 2001 roku, przejęte przez Vivendi Games w styczniu 2006. |
| Infinity Ward                               | Encino, Kalifornia, USA                        | Założone w 2002 roku, nabyte w październiku 2003. |
| King                                        | Dublin, Irlandia                               | Założone w sierpniu 2003 roku, nabyte 2 listopada 2015. |
| Radical Entertainment                       | Vancouver, Kolumbia Brytyjska                  | Założone w 1991 roku, nabyte w 2005 roku. 28 czerwca 2012 roku Activision ogłosił „znaczną redukcję personelu”, w wyniku której studio jedynie wspierało inne podmioty Activision. W 2022 roku w Radical pozostało tylko 6 pracowników, którzy pracowali w ramach studia Activision Vancouver. |
| Raven Software                              | Madison, Wisconsin, USA                        | Założone w 1990 roku, nabyte w 1997 roku. |
| Sierra Entertainment                        | Fresno, Kalifornia, USA                        | Założone jako On-Line Systems w 1979 roku. W 1982 roku zmieniono nazwę na Sierra On-Line, 19 lutego 2002 roku zmieniono nazwę na Sierra Entertainment, zamknięte w 2008 roku. Ponownie otwarte 12 lipca 2014 roku.                                                                             |
| Sledgehammer Games                          | Foster City, Kalifornia, USA                   | Założone 17 listopada 2009. |
| Solid State Studios                         |                                                | brak informacji |
| Treyarch                                    | Santa Monica, Kalifornia, USA                  | Założone w 1996 roku, nabyte w 2001 roku, a 2005 połączone z Gray Matter Interactive. |
| Blizzard Albany                             | Albany, Nowy Jork, USA                         | Założone w 1990 roku, nabyte w styczniu 2005 roku. 22 stycznia 2021 roku połączone z Blizzard Entertainment. |
| Blizzard Boston                             | Boston, Massachusetts, USA                     | Założone w 2012 roku, nabyte w czerwcu 2022 roku i połączone z Blizzard Entertainment. |
| Activision Blizzard Media Networks          |                                                | Założone 21 października 2015 roku, sformowane z aktywów i personelu nabytego z IGN Pro League. |
| Activision Blizzard Consumer Products Group | USA                                            | Oddział zajmujący się produkcją i licencjonowaniem produktów konsumenckich, założony 23 maja 2017 roku. |

### Zlikwidowane
| Nazwa firmy                       | Lokalizacja                     | Informacje |
| --------------------------------- | ------------------------------- | --- |
| 7 Studios                         | Los Angeles, Kalifornia, USA    | Założone w 1999 roku, nabyte w kwietniu 2009 roku, zamknięte 11 lutego 2011 roku. |
| Activision Blizzard Studios       | Santa Monica, Kalifornia, USA   | Oddział zajmujący się tworzeniem produkcji filmowych i telewizyjnych, założony 6 listopada 2015 roku, zlikwidowany prawdopodobnie ok. 2021 roku. |
| Activision Publishing Minneapolis | Eden Prairie, Minnesota, USA    | Założony w 2001 roku. Początkowo nosił nazwę Activision Value Publishing, lecz po włączeniu go do Activision w 2010 roku, zmieniono nazwę na aktualną. |
| Beachhead Studios                 | Santa Monica, Kalifornia, USA   | Założone w 2011 roku. |
| Bizarre Creations                 | Liverpool, Anglia               | Założone jako Raising Hell Productions w 1987 roku. W 1994 roku zmieniono nazwę. Nabyte 26 września 2007 roku, zamknięte 20 stycznia 2011. |
| The Blast Furnace                 | Leeds, Anglia                   | Założone w listopadzie 2011 roku jako Activision Leeds, w sierpniu 2012 zmieniono nazwę na The Blast Furnace, zamknięte w marcu 2014. |
| Budcat Creations                  | Iowa City, Iowa, USA            | Założone we wrześniu 2000 roku, nabyte 10 listopada 2008 roku, zamknięte 16 listopada 2010 roku. |
| Gray Matter Interactive Studios   | Los Angeles, Kalifornia, USA    | Założone jako Xatrix Entertainment w 1994 roku. 14 stycznia 2002 roku nabyte przez Activision i zmieniono nazwę firmy, połączone z Treyarch w 2005 roku. |
| Blizzard North                    | San Mateo, Kalifornia, USA      | Założony jako Condor w 1993 roku. W marcu 1996 roku nabyty przez Blizzard Entertainment, natomiast nazwę zmieniono na Blizzard North, zamknięte 1 sierpnia 2005 roku. |
| Infocom                           | Cambridge, Massachusetts, USA   | Założone 22 czerwca 1979 roku, nabyte przez Activision 13 czerwca 1986, zamknięte w 1989 roku. |
| Luxoflux                          | Santa Monica, Kalifornia, USA   | Założone w styczniu 1997 roku, nabyte w październiku 2002 roku, zamknięte 11 lutego 2011 roku. |
| Major League Gaming               | Nowy Jork, USA                  | Założone 30 września 2002 roku, nabyte 4 stycznia 2016, zamknięte 15 stycznia 2025 roku. |
| Neversoft                         | Los Angeles, Kalifornia, USA    | Założone w lipcu 1994 roku, nabyte w październiku 1999, połączone z Infinity Ward 3 maja 2014 roku, ostatecznie zamknięte 10 lipca 2014 roku. |
| RedOctane                         | Mountain View, Kalifornia, USA  | Założone w listopadzie 2005 roku, nabyte 9 maja 2006 roku, zamknięte 11 lutego 2011 roku. |
| Shaba Games                       | San Francisco, Kalifornia, USA  | Założone we wrześniu 1997 roku, nabyte w 2002 roku, zamknięte 8 października 2009 roku. |
| Underground Development           | Redwood Shores, Kalifornia, USA | Założone jako Z-Axis w 1994 roku, nabyte w maju 2002 roku, zamknięte 11 lutego 2010 roku. |
| Vivendi Games                     | Los Angeles, Kalifornia, USA    | Założone jako Universal Interactive Studios. Nabyte przez Vivendi w grudniu 2000 roku. Następnie w 2002 roku zmieniono nazwę na Vivendi Universal Games. 2 maja 2006 nazwę ponownie zmieniono na Vivendi Games, zamknięte 9 lipca 2008 roku, po fuzji Activision Blizzard. |
| Toys for Bob                      | Novato, Kalifornia, USA         | Założone w 1989 roku, nabyte 3 maja 2005. 29 lutego studio ogłosiło niezależność od ABK/Microsoftu. |

### Sprzedane
| Nazwa firmy           | Lokalizacja                          | Informacje |
| --------------------- | ------------------------------------ | --- |
| FreeStyleGames        | Leamington Spa, Warwickshire, Anglia | Założone w 2002 roku, nabyte 12 września 2008, sprzedane firmie Ubisoft 17 stycznia 2017 roku.                                                   |
| Fun Labs              | Bukareszt, Rumunia                   | Założone w 1999 roku, sprzedane firmie Maximum Entertainment 14 marca 2023 roku                                                                  |
| Knowledge Adventure   | Los Angeles                          | Założone w 1989 roku, przejęte przez Vivendi w 1998 roku, sprzedane w 2004 roku.                                                                 |
| Massive Entertainment | Malmö, Szwecja                       | Założone w 1997 roku, przejęte przez Vivendi Universal Games w 2002 roku, sprzedane firmie Ubisoft 10 listopada 2008 roku.                       |
| Swordfish Studios     | Birmingham, Anglia                   | Założone we wrześniu 2002 roku, przejęte przez Vivendi Universal Games w czerwcu 2005 roku, sprzedane firmie Codemasters 14 listopada 2008 roku. |
| Wanako Studios        | Nowy Jork, USA                       | Założone w 2005 roku, przejęte przez Vivendi Games 20 lutego 2007 roku, sprzedane firmie Artificial Mind and Movement 20 listopada 2008 roku.    |

## Procesy sądowe

### PalTalk Holdings Inc. i Uniloc Corporation
We wrześniu 2009 roku przedsiębiorstwo PalTalk Holdings Inc. złożyło pozew do sądu w Teksasie przeciwko firmom Activision Blizzard, SOE, NCsoft, Turbine Inc i Jagex za bezprawne wykorzystywanie patentów „dotyczących procesu wymiany danych pomiędzy komputerami PC w trakcie gry online” i narażenie spółki na straty „dziesiątek milionów dolarów”.
W sierpniu 2010 roku firma od systemów zabezpieczeń komputerowych Uniloc Corporation pozwała Activision Blizzard, Sony oraz Aspyr Media za bezprawne korzystanie z technologii służącej rejestracji oprogramowania (amerykański patent Uniloc numer 5,490,216).

### Worlds Inc.
Około 2009 roku Worlds, Inc. twierdziło, że posiada kilka patentów amerykańskich, związanych z „systemem i metodą umożliwiającą użytkownikom interakcję w przestrzeni wirtualnej”, która opisywała metodę komunikacji pomiędzy serwerem i klientem w grach komputerowych przeznaczonych do rozgrywki wieloosobowej, gdzie gracze komunikowali się poprzez awatary. Na początku 2009 firma Worlds, Inc. zamiarzało rzucić wyzwanie wydawcom i twórcom gier MMO, twierdząc, że to jeden z zamierzonych celów Activision. Worlds, Inc. już w 2008 roku zakwestionował NCSoft za ich MMO; firmy ostatecznie rozstrzygnęły sprawę przed sądem w 2010 roku.
30 marca 2012 firma Worlds, Inc. wszczęła formalny pozew przeciwko Activision Blizzard, w tym zarówno Blizzard Entertainment, jak i Activision Publishing, stwierdzając, że Call of Duty i World of Warcraft naruszyły jej patenty i w związku z tym domagała się rekompensaty finansowej, w tym zwiększonego odszkodowania na podstawie 35 U.S.C. § 284. Z kolei Activision Publishing 4 października 2013 roku złożyło odrębny pozew o naruszenie praw patentowych, twierdząc, że Worlds, Inc. korzystało z dwóch patentów należących do Activision w swoim oprogramowaniu Worlds Player, jednak został on odrzucony na początku czerwca 2014 roku.
W marcu 2014 roku w sprawie Worlds, Inc. przeciwko Activision sędzia wydał wyrok podsumowujący na korzyść Activision, ponieważ spółka wykazała, że Worlds, Inc. używała technologii swoich patentów w klientach swoich programów AlphaWorld i World Chat, wydanych przed rokiem 1995, choć było to związane z nieprawidłowościami w zgłoszeniu, które następnie zostało skorygowane przez Urząd Patentowy (USPTO). Sąd wyjaśnił, że „patenty należące do Worlds Inc. były nieprawidłowe, ponieważ opisują wynalazki, które pojawiły się publicznie wcześniej, nim wniesiono o patenty”. Activision jednak nie zakwestionował zaktualizowanych patentów w ramach procedury inter partes review (IPR), a następnie po ustawowym rocznym okresie oczekiwania, Worlds, Inc. złożył nowy pozew przeciwko Activision, twierdząc, że gra Call of Duty: Ghosts naruszyła ich patenty i naraziła na straty finansowe. Później, Worlds, Inc. wyraziło zamiar dodania firmy Bungie do pozwu, twierdząc, że Destiny również naruszyło ich patenty. Z kolei Bungie złożyło w Urzędzie Patentowym trzy prawa własności intelektualnej dla każdego z trzech patentów Worlds, Inc., będących podstawą pozwu. Podczas gdy Bungie początkowo wygrało orzeczenie w sprawie praw własności intelektualnej w USPTO po odwołaniu się we wrześniu 2018 roku, Worlds, Inc. wygrało orzeczenie w sprawie tego, czy Bungie ma legitymację prawną do złożenia praw własności intelektualnej.
Nowa sprawa Worlds, Inc. przeciwko Activision Blizzard została rozpatrzona 3 października 2014 roku. W oczekiwaniu na IPR Bungie w Urzędzie Patentowym, sędzia zawiesił proces w oczekiwaniu na wynik IPR. Worlds, Inc. zakwestionował prawa własności intelektualnej w Urzędzie Patentowym, ponieważ nie obejmowały Activision jako zainteresowanej strony, która byłaby konieczna ze względu na relację wydawcy/dewelopera między Activision i Bungie. Urząd Patentowy nie zaakceptował tego argumentu, a następnie zgodził się z IPR Bungie, że część patentów Worlds, Inc. była nieważna. Worlds, Inc. zwróciło się do Sądu Apelacyjnego dla Okręgu Federalnego, kwestionując ważność IPR z powodu braku zaangażowania Activision. We wrześniu 2018 roku sąd okręgowy wydał orzeczenie na korzyść Worlds, Inc., unieważniając decyzję Urzędu Patentowego. Sprawa Worlds, Inc. pozostaje na etapie Urzędu Patentowego, który dokonuje ponownej oceny praw własności intelektualnej z uwzględnieniem orzeczenia Okręgu Federalnego. Ostatecznie pozew został oddalony w 2021 roku, kiedy amerykański sąd okręgowy orzekł, że „patenty światów to abstrakcyjne idee, które nie są wystarczająco transformacyjne, aby mogły być prawnie opatentowane”.

### Infinity Ward
Na początku 2010 roku Activision zwolniło Vince’a Zampellę i Jasona Westa, dwóch założycieli studia Infinity Ward, na podstawie „naruszeń umowy i niesubordynacji”; posunięcie to spowodowało rezygnację z pracy kilku innych pracowników Infinity Ward. Z pomocą programu partnerskiego Electronic Arts, Zampella i West stworzyli nowe studio o nazwie Respawn Entertainment i zatrudnili kilka osób, które opuściły oddział Infinity.
W kwietniu 2010 roku Zampella i West złożyli pozew przeciwko Activision, żądając niezapłaconych honorariów za Call of Duty: Modern Warfare 2. Z kolei Activision złożyło przeciw obu stronom pozew, oskarżając ich o bycie „samolubnymi intrygantami”. Później Activision starało się dodać Electronic Arts do swojego pozwu, odkrywając, że Zampella i West rozmawiali z EA, podczas gdy nadal pracowali dla Activision. Następnie firma dalej dodawała zarzuty przeciwko Zampelli i Westowi, jakoby obaj nie zwrócili wszystkich materiałów związanych z Call of Duty podczas gdy, pracowali już w Respawn. Osobny pozew został wniesiony przeciwko Activision w kwietniu 2010 roku przez kilku obecnych i byłych członków Infinity Ward, domagając się niezapłaconych honorariów za stworzoną grę.
W maju 2012 roku wszystkie strony doszły do nieujawnionej ugody w celu zakończenia wszystkich pozwów. Electronic Arts i Activision rozliczyły się oddzielnie. Natomiast pozwy pomiędzy Activision, Zampellą, Westem i grupą pracowników Infinity Ward zostały uregulowane do końca maja 2012 roku, a wszystkie porozumienia zostały zawarte na nieujawnione kwoty.

### California Department of Fair Employment and Housing
20 lipca 2021 roku, w wyniku dwuletniego dochodzenia, kalifornijski Departament Sprawiedliwego Zatrudnienia i Mieszkalnictwa (DFEH) złożył pozew o molestowanie seksualne, dyskryminację w zatrudnieniu i działania odwetowe ze strony Activision Blizzard. Szczegóły zarzutów obejmują oskarżenia o niewłaściwe zachowania wobec kobiet i kultywowanie kultury „frat boy”. Kierownictwo firmy początkowo próbowało bronić się, twierdząc, że są to fałszywe zarzuty, co spowodowało, że pracownicy ostro skrytykowali brak powagi kierownictwa w sprawie. Nawet po liście otwartym prezesa Bobby’ego Koticka do pracowników, w którym stwierdzono, że ich początkowa reakcja była niewłaściwa i że będą dokonywać wewnętrznego przeglądu spraw, pracownicy nadal zorganizowali strajk, aby zaprotestować przeciwko brakowi działań, jakie firma podjęła w związku z pozwem. Następnie DFEH wniósł drugi pozew przeciwko spółce przez jej udziałowców, twierdząc, że firma sfałszowała wiedzę o problemach w swoich sprawozdaniach finansowych, co doprowadziło do wszczęcia śledztwa przez Amerykańską Komisję Papierów Wartościowych i Giełd. Ponadto Komisja ds. Równych Szans Zatrudnienia (EEOC) również złożyła pozew przeciwko Activision Blizzard w związku z własnym dochodzeniem w sprawie warunków w miejscu pracy, jednakże tego samego dnia doszło do ugody, w wyniku której firma zobowiązała się przeznaczyć 18 mln dolarów dla poszkodowanych pracowników. Ostatecznie DFEH i Activision Blizzard zgodziły się na ugodę w wysokości 54 milionów dolarów w grudniu 2023 roku na pokrycie nierówności w wynagrodzeniach i awansach w firmie, przy czym obie strony zgodziły się, że nie było istotnych dowodów na powszechne nękanie. Pozew stał się przedmiotem dyskusji w branży, ponieważ dotyczył ruchu Me Too oraz braku związków zawodowych dla twórców gier komputerowych, aby chronić ich przed złym traktowaniem.

### Pozew o strzelaninę w szkole w Uvalde
W maju 2024 roku rodziny dotknięte strzelaniną w szkole w Uvalde w 2022 roku złożyły pozew przeciwko Activision Blizzard oraz firmie Meta i producentowi broni. W pozwie przeciwko Activision Blizzard zarzucono, że firma promowała wśród nastolatków określone marki broni za pośrednictwem serii Call of Duty. Firma Activision Blizzard broniła swojego stanowiska, że gry Call of Duty były chronione przez Pierwszą Poprawkę i domagała się oddalenia pozwu na mocy przepisów anty-SLAPP (strategiczne pozwy przeciwko partycypacji publicznej) chroniących przed takimi pozwami.